# Corynoptera fratercula
Corynoptera fratercula är en tvåvingeart som beskrevs av Pekka Vilkamaa och Heikki Hippa 2006. Corynoptera fratercula ingår i släktet Corynoptera och familjen sorgmyggor. Inga underarter finns listade i Catalogue of Life.